# Bactrocera javadica
Bactrocera javadica är en tvåvingeart som beskrevs av Mahmood 1999. Bactrocera javadica ingår i släktet Bactrocera och familjen borrflugor. Inga underarter finns listade.